# Placentia (Terra Nova e Labrador)
Placentia é uma cidade localizada na Península de Avalon, na província de Terra Nova e Labrador, Canadá. A cidade possuiu 3.898 habitantes, segundo a estimativa de 2006. O número de habitantes sofre uma queda acentuada desde o começo da década de 1990. A pequena cidade fica às margens da Baía de Placentia e a cidade mais próxima é Argentia, ao norte. Placentia fica a cerca de 98 km a sudoeste da capital da província, St. John's e a 1.670 km a norte-nordeste de Ottawa, capital do Canadá. Placentia também é a segunda maior localidade onde há carcinicultura no Canadá.